# La Sarment
La Sarment és una masia de Tavertet (Osona) inclosa a l'Inventari del Patrimoni Arquitectònic de Catalunya.

## Descripció
Petita masia de planta rectangular amb coberta a dues vessants amb el carener paral·lel a la façana situada a migdia. Presenta un annex a la façana est, seguint la mateixa estructura del cos principal. Està adossada al pendent del terreny per la façana nord. L'edifici té molt poques obertures i totes son allindades amb els emmarcaments de pedra picada. No hi ha cap data.

## Història
Petita masia sense cap referència.